# ピーシーデポコーポレーション
株式会社ピーシーデポコーポレーション（英: PC DEPOT Corporation、PCD）は、関東圏を中心に全国展開中の、パーソナルコンピュータなどを主に取り扱う家電量販店・パソコンショップ「PC DEPOT」を運営する企業。

## 概要

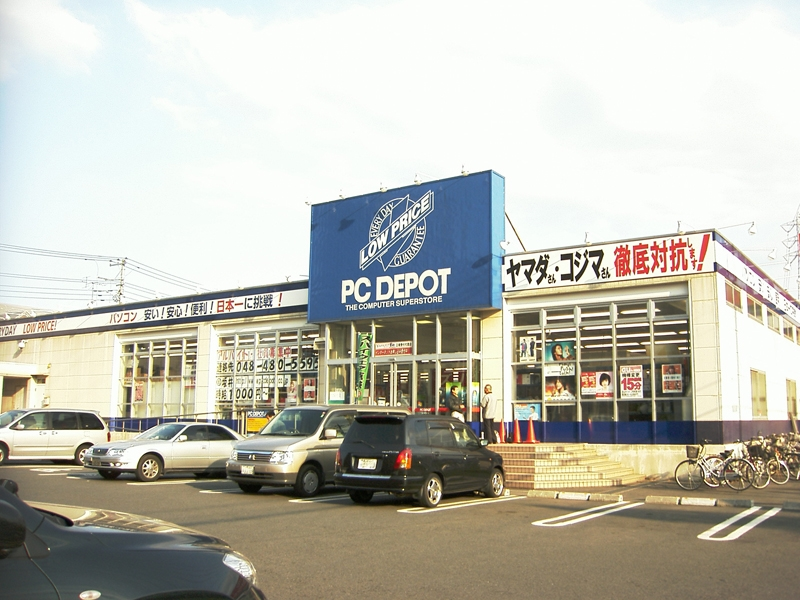
郊外型店舗の一例「PC DEPOT 新座店」

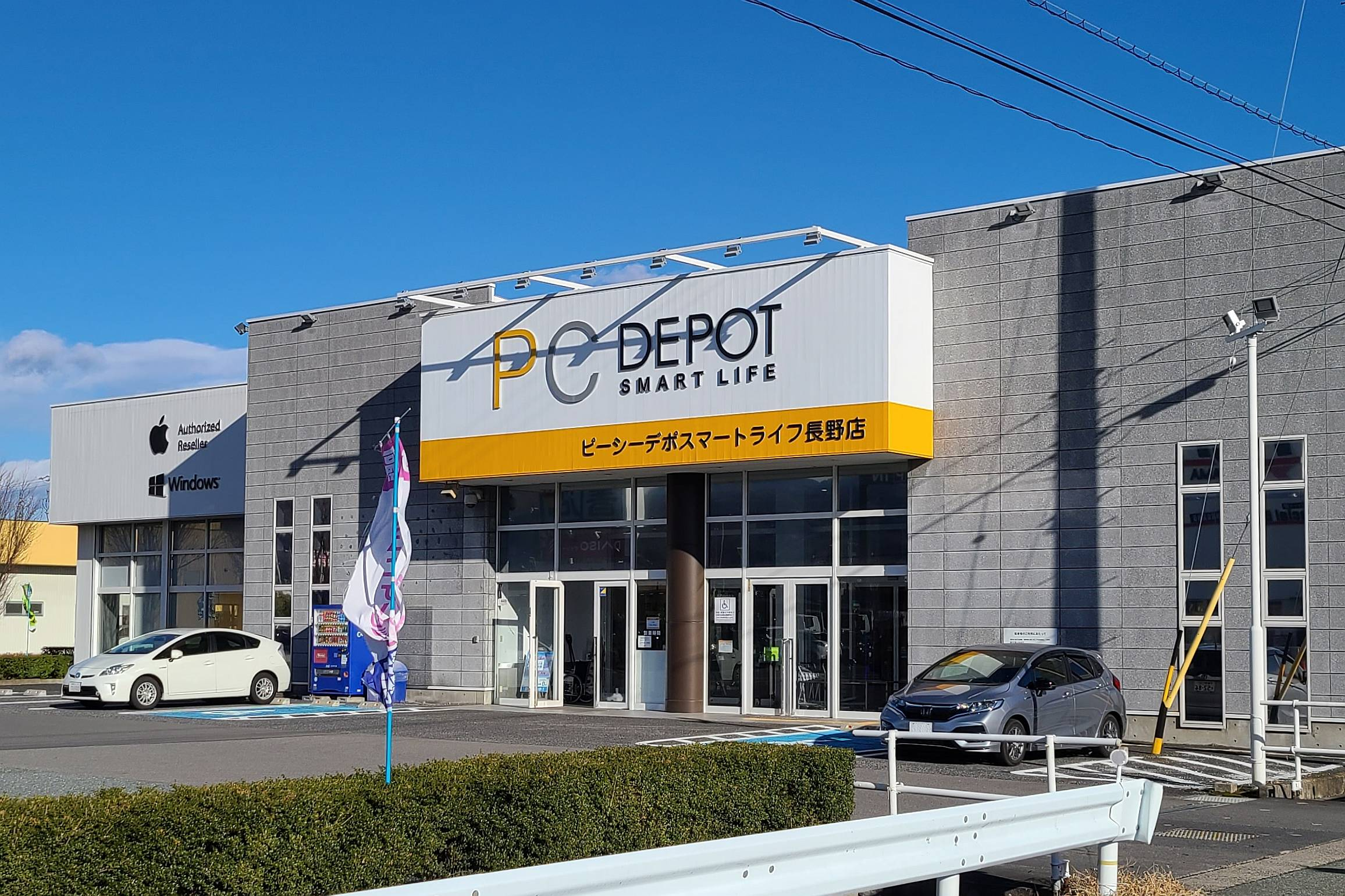
スマートライフ長野店

神奈川県に本社を置き、同県および東京都を中心に全国に65店舗（2010年12月3日現在）展開しているが、近年ではスクラップアンドビルドを繰り返している。直営店（44店舗）は関東甲信越地方へのドミナント戦略を徹底しており、他地域へはフランチャイズによる出店（21店舗）を行っている。家電量販店やネット通販との競合を避けるため、高齢者や女性をターゲットに改装を進めている。
同業中堅のオーエー・システム・プラザとはかつて資本関係がありPC DEPOT傘下にあったが、2008年3月までに全株式を売却し、2012年にはPC DEPOTのフランチャイジー契約も終了し一部店舗は直営化した（直接引き継かず近隣に直営店舗を開店したものもある）。
現在は子会社であるピーシーデポストアーズ（旧・ピーシーデポ九州）が地方部の店舗を運営するほか、写真用品店チェーンのキタムラ、三菱電機系のエンジニアリングサービス会社である西菱電機とフランチャイジーの契約を結んでいる。
また、パソコン修理事業「パソコンクリニック」をPC DEPOT店舗のほか一部のケーズデンキ店内でも展開している。
子会社のイージェーワークスを通じて、独立系インターネットサービスプロバイダの老舗「リムネット」の営業権を継承している。
代表取締役社長の野島隆久はノジマの代表執行役兼社長である野島廣司の実弟であるが、ノジマとPC DEPOTの間に法人としての提携関係はない。ただし、隆久とその親族の資産管理会社であるティーエヌホールディングス株式会社は、ノジマ第3位の大株主である。

## 沿革
- 1994年
  - 8月11日 - 野島隆久が株式会社ピーシーマーチャンダイズを相模原市に設立し、コンピュータ販売における調査・コンサルタント業務を開始。
  - 12月 - 新横浜店開店。
- 1995年
  - POSシステム（販売時点情報管理）の本格駆動を開始。
  - 株式会社ピーシーリテールと業務提携を締結。
- 1999年
  - 4月 - 株式会社ピーシーデポコーポレーションに社名を変更。
  - 10月 - 株式会社ケーズデンキ（現・ケーズホールディングス）とPC DEPOTフランチャイズ契約を締結。
  - 10月29日 - 日本証券業協会に株式店頭登録（後のジャスダック証券取引所）。
- 2000年4月 - イージェーワークス・ドットコム株式会社（現在の株式会社イージェーワークス）を設立。
- 2001年 - 株式会社インターネット・サービスパートナーズを設立。
- 2002年7月 - 株式会社ピーシーリテールの全株式を取得し、100%子会社化。
- 2003年4月 - 株式会社ピーシーリテールを吸収合併。
- 2004年4月 - PC DEPOTのオリジナルブランド「O'zzio」のパソコンを販売開始。
- 2008年10月 - 神奈川県横浜市港北区新横浜のアリーナタワーへ本社移転。
- 2009年7月1日 - 株式会社ピーシーデポマックス（ミスターマックスのフランチャイジー）の全株式を取得し100%子会社化、社名を株式会社ピーシーデポ九州に変更、本社をピーシーデポ本社所在地へ移転。
- 2012年4月1日 - 株式会社ピーシーデポ九州の社名を株式会社ピーシーデポストアーズに変更。
- 2015年11月5日 - ジャスダックから東京証券取引所市場第一部に市場変更。
- 2022年2月1日 - 横浜市港北区新横浜のアリーナタワーから同市西区高島の横濱ゲートタワーに本社を移転。
- 2023年
  - 7月18日 - 筆頭株主であったティーエヌホールディングス株式会社の子会社であるTNI株式会社が、株式公開買付けにより議決権所有割合ベースで56.40%の株式を取得。野島隆久の間接保有分を含む議決権所有割合が91.77%となる[5]。
  - 10月27日 - 東京証券取引所プライム市場上場廃止[6]。
  - 10月31日 - 株式併合により、株主がTNI株式会社、ティーエヌホールディングス株式会社、野島隆久のみとなる。

## 不祥事
2016年8月14日、あるTwitterユーザーが「80過ぎの独居老人である父が、PCデポに毎月1万5千円の高額サポート契約を結ばされていた。解約に行ったら契約解除料10万円を支払わされた」とツイートしたことで、インターネット上で批判が殺到した。具体的には、投稿者の父親がノートPCをPCデポで購入した際、サポート契約をはじめとする端末付帯型の月額会員制保守サービス型商品「プレミアムサービス」と、それに付随する、不要なオプションサービス契約（iPad Airのリース、光回線契約など）を次々に結ばせ、端末付帯型の商品であることや解約手数料が高額になる点などを十分に説明せずに月々合計14,254円の支払いを請求したもので、投稿者が中途解約を申し出たところ、PCデポは「契約解除料と端末代金の残金」という名目で約20万円（ノートPC修理代金の残金、iPad AirとWi-Fiルーターの残債、光回線工事代金の残金と撤去費用、3年縛り違約金など）の支払いを求めたが、交渉（iPad AirとWi-Fiルーターの返却、光回線工事代金の残金、同撤去費用、3年縛り違約金、事務手数料の免除などの要求）の末に10万円を払うことになったという。
これについて「相手が高齢者であるのをいいことに、本来必要ないサポート契約まで結ばせていた」などの批判が集まったことを受けて、同社では原則70歳以上の顧客が新規に「プレミアムサービス」に加入する場合は家族や第三者から確認を得ること、75歳以上の加入者については加入期間に関係なくコース変更および契約解除を無償で行うことなどを発表している。
ITジャーナリストの本田雅一は「同様の販売事例はもっと多くあると考えるべきだ」「問題の根っこにあるのは、サービスという目に見えにくい商品にさまざまな要素を混ぜ込んで誤認を誘い、契約期間の長さでコスト回収を行う手法が、業界の中で広く根付いて、売り上げを上げる方法として成熟してきていることにある」と指摘し、今回の問題は情報系機器販売業界全体に根付いた悪しき商慣行が根底にあるとしている。
ツイートが拡散される前には1,500円前後だった株価は同週末には1,000円前後まで暴落して揉み合いになったものの、週明けから8月24日でさらに700円台まで下落した。
2016年12月には、「消費者目線にたった事業活動を推進」するため、元消費者庁長官の阿南久ら3名の「外部の有識者」を含むアドバイザリーボードを設置した。
2017年11月､アドバイザリーボードはプレミアムサービスメンバーシップ プリンシプルを定め解散した｡｢サービス契約内容の分かりやすさの徹底｣などが定められている｡